# 岡山維新の会 (2010年)
岡山維新の会（おかやまいしんのかい）とは、主に岡山県で活動していた日本の地域政党・政治団体。

## 概要
衆議院議員（4期）、内閣府副大臣、内閣総理大臣補佐官を務めた熊代昭彦が2010年10月に結党した市民の党「自由と責任」を基盤として、首相公選制の導入、参議院の廃止、地域主権の徹底的充実などで政策的に近い、大阪維新の会を率いる橋下徹に感銘を受けたメンバーにより結成された。熊代は幹事長に就任している。
2012年10月31日、日本維新の会と「維新八策」への賛同や公務員や教育、議会改革の推進を盛り込んだ政策協定集に合意し、連携協定を締結した。なお、都道府県議会議員の居ない地域政党と日本維新の会が連携協定を結んだのはこれが初めてである。また、締結時には選挙協力についても行うことが合意されたが、この時、遊説などの際に動員をかけないよう日本維新の会側が求めたとされている。
幹事長の熊代によれば、年会費100円の「庶民的政治団体」であり、2012年10月に行われた岡山県議会議員補欠選挙で維新政治塾出身者を推薦するなど、日本維新の会の勝手連的な選挙組織として活動しているとみられる。前述の通り日本維新の会とは政策協定を結んでいるものの、組織としては無関係であり、日本維新の会岡山県総支部とも無関係である。
当初は市民の党「自由と責任」が岡山維新の会に移行する予定であったが、岡山維新の会は日本維新の会との政策の不一致から2014年3月28日に解散した。
2015年12月に片山虎之助がおおさか維新の会の地方支部として岡山維新の会の設立を届出ているが、直接の関係はない。